# メタダイナミクス法
メタダイナミクス法（メタダイナミクスほう、英: Metadynamics (method)、MTD法、METAD法、MetaD法とも）は、計算物理、計算化学、計算生物学において用いられるコンピュータシミュレーション手法の一つである。エネルギー地形の形状によりエルゴード性が妨げられているような系における、自由エネルギーその他の状態量を計算する際に用いられる。アレッサンドロ・ライオとミケーレ・パリネロにより2002年に初めて提案された手法で、分子動力学シミュレーションにも用いられることが多い。MTD法は、適応バイアス分子動力学法、適応反応座標力法、局所上昇アンブレラサンプリングなどの数々の新しい手法と非常によく似ている。さらに新しくは、メタダイナミクス法とwell-tempered メタダイナミクス法は、重点サンプリング法の文脈では適応バイアスポテンシャル設定法の特殊例であることがしめされている。関連する手法として、ワン・ランダウ法が挙げられる。

## アルゴリズム
この手法は、デフレーション法、トンネリング法、タブーサーチ法、局所上昇法、配座フラッディング法、エンクヴィスト・カールストロム法、適応バイアス力法などの、多くの関連する手法を拡張するものである。
メタダイナミクス法は、略式に「自由エネルギーの落とし穴を計算上の砂で埋める」と説明される。このアルゴリズムでは系が少数の反応座標で説明できることを仮定する。シミュレーション中、反応座標系上における系の位置が計算され、正のガウス関数型ポテンシャルが実際のエネルギー地形に加算される。こうすることで、以前の場所に系が戻ってくることを抑制する。シミュレーションが進行するにつれて、ガウス関数はどんどん足し上がって系はさらに元の場所に戻りづらくなっていき、エネルギー地形を完全に調べつくしてしまうに至ると、仮想ポテンシャルは平らになり、反応座標が激しく変動しはじめる。ここに至って、加算したガウス関数型ポテンシャルの総和の符号を反転してやれば、系のエネルギー地形が得られる。
あるガウス関数を加算してから次のガウス関数を加算するまでの時間間隔、およびガウス関数の高さと幅は、計算精度と計算コストのトレードオフを最適化するために調整する必要がある。単純にガウス関数のサイズを変更することにより、メタダイナミクス法は大きなガウス関数を使って粗いエネルギー地形を推定する用途にも、小さなガウス関数を使って精密にエネルギー地形を調査する用途にも使うことができる。通常は、well-tempered メタダイナミクス法によりガウス関数のサイズは適応的に変更される。加えて、適応ガウシアンメタダイナミクスによりガウス関数の幅を適応的に決定することもある。
適応アンブレラサンプリングなどの手法に比べて、メタダイナミクス法は問題エネルギー地形を最初に推定する必要がないという利点がある。しかし、複雑なシミュレーションになってくると、適切な反応座標を選ぶことは単純な問題ではなくなってくる。典型的には、適切な反応座標を選ぶためには何回か試行を重ねる必要があるが、必須座標法、スケッチ・マップ法、非線形データ駆動反応座標法など、この手順を自動化する試みも提案されている。

### マルチレプリカアプローチ
可用性と並列化効率を向上させるため、独立なメタダイナミクスシミュレーション（レプリカ）を複数組合せて行うことがある。この実行のために、マルチウォーカーMTD法パラレルテンパリングMTD法、バイアス交換MTD法、反応座標テンパリングMTD法など、様々な手法が提案されている。これらのうち後者3つは、パラレルテンパリング法に似て、サンプリングの改良のためにレプリカ交換を行なう。レプリカ交換にはメトロポリス・ヘイスティングス法を用いることが多いが、無限交換法や諏訪・藤堂法によりレプリカ交換速度を向上させることができる。

## 応用
メタダイナミクス法は、以下のような分野の研究に用いられる。
- タンパク質フォールディング[22]
- 化学反応[27]
- 分子ドッキング[28][29]
- 相転移[30]

## 実装

### PLUMED
PLUMED は多数のMTD法と反応座標を実装するオープンソースライブラリである。オブジェクト指向で柔軟な設計がなされており、いくつかの MD プログラム（AMBER、GROMACS、LAMMPS、NAMD、Quantum_ESPRESSO、CP2K）とのインターフェースが可能である。

### その他
その他のMTD法の実装としては、LAMMPS、NAMD、Orac、CP2K、Desmondなどが挙げられる。